# Fußball-Weltmeisterschaft 1950/Spanien
Dieser Artikel behandelt die spanische Fußballnationalmannschaft bei der Fußball-Weltmeisterschaft 1950.

## Qualifikation
| Spanien  | - | Portugal | 5:1 | Zarra 11' 58', Basora 13', Panizo 15', Molowny 65' / Cabrita 36' |
| Portugal | - | Spanien  | 2:2 | Travassos 51', Correia 53' / Zarra 24', Gaínza 82'               |

## Spanisches Aufgebot
| Nr.        | Name                 | Verein vor WM-Beginn | Geburtstag | Spiele   | Tore     | Platzverweise |          |
| Torhüter   | Torhüter             | Torhüter             | Torhüter   | Torhüter | Torhüter | Torhüter      | Torhüter |
| ---------- | -------------------- | -------------------- | ---------- | -------- | -------- | ------------- | -------- |
|            | Juan Acuña           | Deportivo La Coruña  | 14.02.1923 | 0        | 0        | 0             |          |
|            | Ignacio Eizaguirre   | FC Valencia          | 07.11.1920 | 2        | 0        | 0             |          |
|            | Antoni Ramallets     | FC Barcelona         | 04.06.1924 | 4        | 0        | 0             |          |
| Abwehr     |                      |                      |            |          |          |               |          |
|            | Gabriel Alonso       | Celta Vigo           | 09.11.1923 | 6        | 0        | 0             |          |
|            | Francisco Antúnez    | FC Sevilla           | 01.11.1922 | 1        | 0        | 0             |          |
|            | Vicente Asensi       | FC Valencia          | 28.01.1919 | 1        | 0        | 0             |          |
|            | Josep Gonzalvo       | FC Barcelona         | 16.01.1920 | 5        | 0        | 0             |          |
|            | Rafael Lesmes        | Real Valladolid      | 09.11.1926 | 0        | 0        | 0             |          |
|            | José Parra Martínez  | Espanyol Barcelona   | 28.08.1925 | 3        | 0        | 0             |          |
|            | Alfonso Silva        | Atlético Madrid      | 19.03.1926 | 1        | 0        | 0             |          |
| Mittelfeld |                      |                      |            |          |          |               |          |
|            | Marià Gonzalvo       | FC Barcelona         | 22.03.1922 | 5        | 0        | 0             |          |
|            | Nando                | Athletic Bilbao      | 01.02.1921 | 0        | 0        | 0             |          |
|            | Antonio Puchades     | FC Valencia          | 04.06.1925 | 6        | 0        | 0             |          |
| Angriff    |                      |                      |            |          |          |               |          |
|            | Estanislao Basora    | FC Barcelona         | 18.11.1926 | 6        | 4        | 0             |          |
|            | César                | FC Barcelona         | 29.06.1920 | 2        | 0        | 0             |          |
|            | Agustín Gaínza       | Athletic Bilbao      | 28.05.1922 | 5        | 0        | 0             |          |
|            | Rosendo Hernández    | Espanyol Barcelona   | 01.03.1921 | 2        | 0        | 0             |          |
|            | Silvestre Igoa       | FC Valencia          | 05.09.1920 | 5        | 2        | 0             |          |
|            | José Juncosa         | Atlético Madrid      | 02.02.1922 | 1        | 0        | 0             |          |
|            | Luis Molowny         | Real Madrid          | 12.05.1925 | 1        | 0        | 0             |          |
|            | José Luis Panizo     | Athletic Bilbao      | 12.01.1922 | 4        | 0        | 0             |          |
|            | Zarra                | Athletic Bilbao      | 30.01.1921 | 6        | 4        | 0             |          |
| Trainer    |                      |                      |            |          |          |               |          |
|            | Guillermo Eizaguirre |                      | 27.05.1909 |          |          |               |          |

## Spiele der spanischen Mannschaft

### Vorrunde
- Spanien –  Vereinigte Staaten 3:1 (0:1)

Stadion: Estádio Durival Britto e Silva (Curitiba)
Zuschauer: 9.000
Schiedsrichter: Viana (Brasilien)
Tore: 0:1 J. Souza (17.), 1:1 Igoa (75.), 2:1 Basora (78.), 3:1 Zarra (85.)
- Spanien –  Chile 2:0 (2:0)

Stadion: Maracanã (Rio de Janeiro)
Zuschauer: 20.000
Schiedsrichter: Malcher (Brasilien)
Tore: 1:0 Basora (17.), 2:0 Zarra (30.)
- Spanien –  England 1:0 (0:0)

Stadion: Maracanã (Rio de Janeiro)
Zuschauer: 74.000
Schiedsrichter: Galeati (Italien)
Tore: 1:0 Zarra (48.)
Favorit in Gruppe II waren eindeutig die Engländer. Der Einstieg gegen Chile (2:0) lief auch vortrefflich. Die USA (zuvor 1:3 gegen Spanien) im zweiten Spiel waren krasser Außenseiter. Superstar Stan Matthews saß für die Engländer auf der Tribüne und sollte für das Spanien-Spiel geschont werden. In einer der größten WM-Sensationen unterlag England jedoch gegen das Team der USA mit 0:1 (37., Gaetjens). Da die konsternierten Engländer auch gegen Spanien in Bestbesetzung kein Tor erzielten, aber durch Zarra (49.) eines hinnehmen mussten, war Spanien überraschend Gruppensieger.

### Finalrunde
- Uruguay –  Spanien 2:2 (1:2)

Stadion: Estádio do Pacaembu (São Paulo)
Zuschauer: 44.000
Schiedsrichter: Griffiths (Wales)
Tore: 1:0 Ghiggia (29.), 1:1 Basora (32.), 1:2 Basora (39.), 2:2 Varela (73.)
- Brasilien –  Spanien 6:1 (3:0)

Stadion: Maracanã (Rio de Janeiro)
Zuschauer: + 152.000
Schiedsrichter: Leafe (England)
Tore: 1:0 Ademir (15.), 2:0 Jair (21.), 3:0 Chico (31.), 4:0 Chico (55.), 5:0 Ademir (57.), 6:0 Zizinho (67.), 6:1 Igoa (71.)
- Schweden –  Spanien 3:1 (2:0)

Stadion: Estádio do Pacaembu (São Paulo)
Zuschauer: 11.000
Schiedsrichter: van der Meer (Niederlande)
Tore: 1:0 Sundqvist (15.), 2:0 Mellberg (33.), 3:0 Palmér (80.), 3:1 Zarra (82.)
Spätestens nach dem 7:1-Erfolg Brasiliens gegen Schweden waren die Gastgeber Favorit der Endrundengruppe. Mit hervorragendem Spiel faszinierten Ademir und seine Mannschaft die knapp 140.000 Zuschauer im Maracanã-Stadion. Wie kaum ein Team zuvor zeigten die Brasilianer Fußball par excellence. Die Innenstürmer Zizinho, Ademir und Jair wirbelten die Schweden durcheinander. Als auch die Spanier den Gastgebern mit 1:6 unterlagen, hatten die Kommentatoren kaum genug Superlative für die wie entfesselt aufspielenden Fußball-Akrobaten vom Zuckerhut parat. Derweil krampfte sich das Team von Uruguay glücklich durch die ersten beiden Spiele. Gegen Spanien gab es ein mühsames, erst spät durch Valdanas Gewaltschuss gesichertes 2:2. Auch die Schweden konnten erst mit dem späten Tor zum 3:2 durch Miguez (85.) besiegt werden. Die Begegnung zwischen Spanien und Schweden gewannen die Skandinavier sicher mit 3:1, was Platz drei in der Endabrechnung des Turniers bedeutete.